# Aarne Tarkas
Aarne Tarkas, do 1947 Saastamoinen (ur. 19 grudnia 1923 w Porin maalaiskunta, zm. 7 października 1976 w Denii) – fiński reżyser, scenarzysta, producent i aktor. Karierę rozpoczął tworząc scenariusz do filmu Radio tekee murron z 1951 roku w reżyserii Mattiego Kassili, za którego wspólnie zdobyli Nagrodę Jussi. W 1952 roku założył przedsiębiorstwo produkcyjne Junior-Filmi, które wyprodukowało znany także poza Finlandią film Biały ren w reżyserii Erika Blomberga.
Tarkas znany był z szybkości tworzenia swoich dzieł. Podczas najbardziej produkcyjnych lat kończył do 5 produkcji. W swojej karierze napisał 35 scenariuszy i wyreżyserował 33 pełnometrażowe filmy. W ostatnich latach działalności pracował głównie dla telewizji. Zmarł na niewydolność serca w wieku 52 lat.

## Wybrana filmografia
- Yö on pitkä (1952)
- Kovanaama (1954)
- Olemme kaikki syyllisiä (1954)
- Sankarialokas (1955)
- Villi Pohjola (1955)
- Kulkurin masurkka (1958)
- Paksunahka (1958)
- Sotapojan heilat (1958)
- Ei ruumiita makuuhuoneeseen (1959)
- Vatsa sisään, rinta ulos! (1959)
- Isaskar Keturin ihmeelliset seikkailut (1960)
- Kankkulan kaivolla (1960)
- Nina ja Erik (1960)
- Opettajatar seikkailee (1960)
- Pekka ja Pätkä neekereinä (1960)
- Hän varasti elämän (1962)
- Turkasen tenava! (1963)
- Villin Pohjolan kulta (1963)
- Villin Pohjolan salattu laakso (1963)
- Johan nyt on markkinat! (1966)